# Nina Pietrowa (1893–1945)
Nina Pawłowna Pietrowa (ros. Петрова, Нина Павловна ur. 15 lipca?/27 lipca 1893 w Petersburgu, zm. 1 maja 1945 w Daleszewie) – radziecka sportsmenka, starszy sierżant, strzelec wyborowy 1 Frontu Białoruskiego Armii Czerwonej.

## Życiorys
Pracowała jako instruktorka i kapitan żeńskiej drużyny hokejowej, brała udział w zawodach pływackich (dystans 3 km), uprawiała narciarstwo, strzelectwo i grała koszykówkę. Walczyła w wojnie rosyjsko-fińskiej, po zakończeniu której ukończyła kurs strzelecki dla snajperów. Podjęła pracę instruktora wychowania fizycznego i strzelectwa w organizacji Spartak w Leningradzie. Do Armii Czerwonej przystąpiła na ochotnika pod koniec 1941. Podczas obrony Leningradu była sanitariuszką, a następnie walczyła jako strzelec 1 strzeleckiego batalionu 284 strzeleckiego pułku 86 Tartuskiej Dywizji Strzeleckiej. Cały czas walczyła na pierwszej linii frontu, za swoje osiągnięcia została odznaczona medalami „Za zasługi bojowe” oraz „Za obronę Leningradu”. Za odwagę i męstwo została odznaczona jako jedyna z walczących kobiet Orderem Sławy wszystkich trzech stopni (marzec 1944, sierpień 1944, lipiec 1945 – pośmiertnie). Ponadto odznaczono ją dwukrotnie Orderem Czerwonego Sztandaru i Orderem Wojny Ojczyźnianej. Była wybitnym strzelcem wyborowym, wyszkoliła ponad 400 snajperów. Zginęła w wyzwolonym Daleszewie koło Gryfina trafiona przez ukrywającego się w ruinach hitlerowca, pochowano ją na cmentarzu żołnierzy radzieckich w Gryfinie.